# Anna Engelgardt
Anna Engelgardt (rus: Энгельгардт, Анна Николаевна)  (Aleksandrovka, 1835 - Sant Petersburg, 12 de juny de 1903 (Julià)), nom complet amb patronímic Anna Nikolàievna Engelgardt, de soltera Makàrova, rus: Макарова, fou una activista de les dones, escriptora i traductora russa, i compiladora del "Diccionari Complet Alemany-Rus", rus: Полный немецко-русский словарь Polni nemetsko-russki slovar.
Després d'haver estat educada en una de les poques escoles que oferien educació a les dones, va començar a treballar en una botiga de llibres i després va ajudar a fundar la primera cooperativa editorial de dones a Rússia.
Interessada en les qüestions de les dones i la seva capacitat per mantenir-se a si mateixes, després que el seu marit fos expulsat de Sant Petersburg, Engelgardt va acabar involucrada en el moviment de les dones i va ajudar a establir els cursos Bestújev per a l'educació superior de les dones. Fou també cofundadora de l'Institut Femení de Medicina.

## Primers anys
Anna Makàrova va néixer al poble d'Aleksàndrovka a l'actual óblast de Kostromà del llavors Imperi Rus, de la unió d'Aleksandra Petrovna (de soltera Boltina) i Nikolai P. Makàrov. El seu pare, propietari d'una petita finca com a membre de la noblesa, fou un destacat actor, compositor, lexicògraf, i escriptor. La seva mare va morir quan ella tenia sis anys, i Makàrova va ser enviada el 1845 a estudiar a una de les escoles exclusivament femenines de l'Imperi Rus, l'Institut isabelí de Nobles Donzelles a Moscou. Va estudiar idiomes, incloent-hi l'anglès, el francès, l'alemany i l'italià. Es va graduar amb honors en 1853, va tornar a casa i va continuar els seus estudis a la biblioteca del seu pare, amb la lectura d'escriptors com ara Nikolai Txernixevski, Charles Darwin, Nikolai Dobroliúbov i Aleksandr Herzen.

## Carrera
El 1859, Makàrova es va casar amb Aleksandr Nikolàievitx Engelgardt i posteriorment la parella va tenir tres fills: Mikhaïl (b. 1861),
Vera (b. 1863) i Nikolai (b. 1867). El 1860, va començar a compilar traduccions per a revistes infantils. Durant aquest mateix període, el 1862, va començar a treballar en una botiga de llibres. Les seves accions van ser vistes com a escandaloses en el seu moment, ja que les dones russes de classe alta no eren treballadores. Juntament amb Nadejda Stàssova i Maria Trúbnikova, Engelgardt va fundar la primera Cooperativa Editorial de Dones de Rússia el 1863. El propòsit de la cooperativa era crear un mitjà per a la independència econòmica de les dones i Engelgardt va començar a publicar traduccions, incloent obres de Gustave Flaubert, Guy de Maupassant, Jean-Jacques Rousseau, Robert Louis Stevenson, Émile Zola, i altres. En total, va traduir més de setanta obres literàries així com la traducció d'obres científiques com ara la Química agrícola de Robert Hoffmann (1868) i obres de François Rabelais. Durant més de vint-i-cinc anys Engelgardt va treballar a la revista Herald d'Europa, rus: Вестник Европы Véstnik Ievropi i va ser el primer editor en cap de la revista Butlletí de literatura estrangera rus: Вестник иностранной литературы Véstnik inostrannoy literaturi.
En 1870, Engelgardt i el seu marit van ser detinguts per la seva participació en el cercle d'estudiants socialistes de l'Institut Agrícola de Sant Petersburg (rus: Санкт-Петербургский земледельческий институ). Després d'un mes i mig, Engelgardt va ser posada en llibertat, ja que no hi havia proves suficients de la seva participació. El seu marit va passar divuit mesos a la presó i després va ser exiliat de per vida de Sant Petersburg i enviat a la seva finca prop de Batísxevo a l'actual óblast de Smolensk. Engelgardt el visitava periòdicament allà, però ella va mantenir una llar separada a Sant Petersburg amb els seus fills. Ella va treballar en una sèrie de publicacions educatives en la dècada de 1870, incloent-hi Assajos sobre la vida institucional dels temps passats (rus: Очерки Институтской Жизни Былого Времени Ótxerki Institutskoi Jizni Bilogo Vrémeni, 1870) i el Complet diccionari alemany-rus (rus: Полный Немецко–Русский Словарь Polni Nemetsko–Russki Slovar, 1877) i al final d'aquesta dècada va ser una de les persones involucrades en la fundació dels cursos Bestújev per donar a les dones accés a les oportunitats de l'educació superior.
En les dècades dels anys 1880 i 1890, Engelgardt s'involucrà cada cop més en el moviment de les dones. A més de pressionar per les oportunitats d'educació de les dones, es va centrar en els drets laborals i de matrimoni. A més d'escriure articles sobre els èxits de les dones, inclosos articles de Nadejda Khvosxínskaia i Nadejda Sokhànskaia, va fer conferències sobre el lloc de la dona en la societat. Una presentació d'aquest tipus, feta a Sant Petersburg el 1900, avalua l'estat de les dones des de l'antiguitat fins als temps moderns. Fou la vicepresidenta de la Societat de Beneficència Mútua de la Dona de Rússia (rus: Русского женского взаимно-благотворительного общества) durant molts anys i va treballar-hi també com a cap de la biblioteca. L'organització, fundada el 1895, fou l'organització filantròpica més gran de dones al país en aquell moment. El 1897, Engelgardt fou cofundadora de l'Institut Mèdic de la Dona i va treballar activament en oportunitats educatives que ampliessin les possibilitats d'ocupació de les dones. Després d'haver establert la política editorial de la revista de la Societat de Beneficència, Treball de la Dona (rus: Женский труд) Jenski trud, s'esperava que anés a dirigir la revista, però va morir abans que es publiqués el primer número.

## Mort i legat
Engelgardt va morir el 12 de juny de 1903 a Sant Petersburg. El 2001, un llibre d'Ester Mazovétskaia,  Anna Engelgardt. Sant Petersburg de la segona meitat del segle xix, va ser publicat en rus per l'editorial Projecte Acadèmic, on es narrava la vida d'Engelgardt.